# Георгиев, Борис (боксёр)
Борис Георгиев (болг. Борис Георгиев, родился 5 декабря 1982, София, Болгария) — болгарский боксёр-любитель, чемпион Европы (2006), бронзовый призёр Олимпийских игр 2004 года, двукратный призёр Чемпионатов Европы (2000 и 2002).
Личный тренер Йордан Стоянов.